# Svinfylking

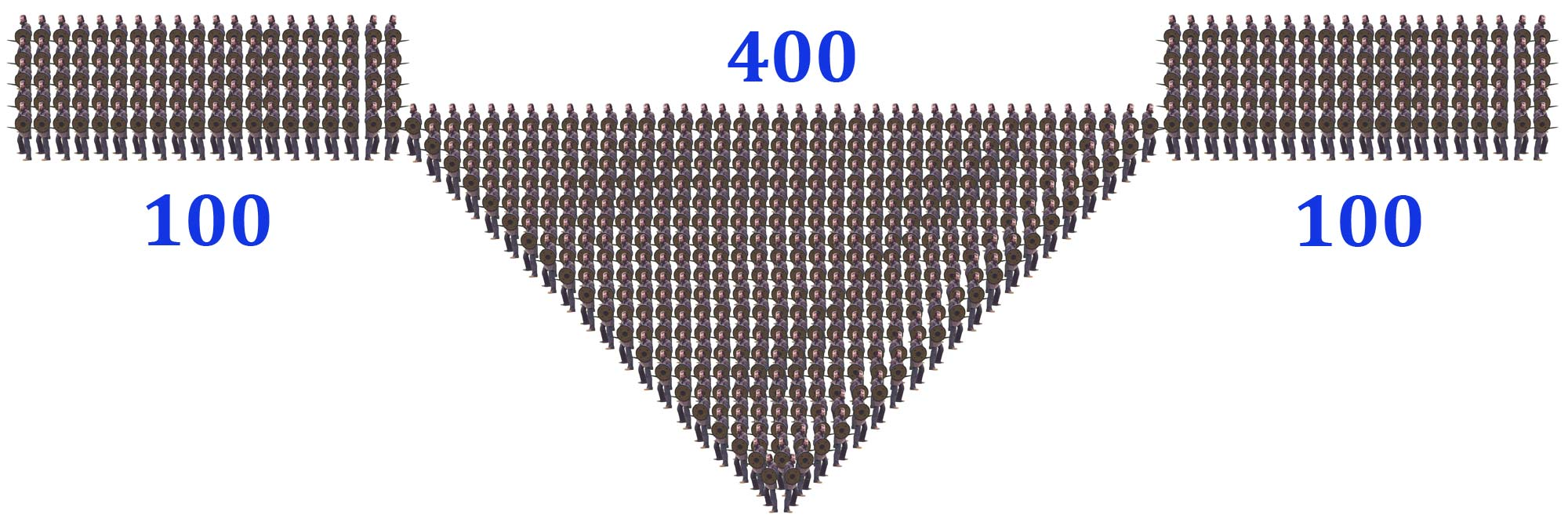
Schema della formazione

La svinfylking (lett. "testa di suino" in norreno) o formazione a testa di cinghiale era un tipo di strategia a cuneo, la quale prende il nome dai cosiddetti svinfylking, guerrieri-cinghiali sacri agli dèi Vani, paragonabili ai berserkr e gli úlfhéðnar. La formazione era composta da un gruppo di guerrieri armati pesantemente, probabilmente per il corpo a corpo, ed arcieri armati in maniera più leggera, raggruppati in una formazione a triangolo in cui i guerrieri difendevano gli arcieri posti al centro o nelle retrovie. Un reparto di cavalleria che attaccava la parte centrale veniva colpita dai guerrieri esterni con le lance, causando il caos tra i cavalli. Lo schieramento a testa di cinghiale poteva anche essere usato come cuneo per rompere le linee nemiche. Numerose formazioni analoghe potevano essere affiancate componendo una linea a zig-zag per rompere le linee nemiche.
La svinfylking era basata sulla sorpresa. Se il cuneo non fosse riuscito a rompere immediatamente le linee nemiche, i guerrieri vichinghi non sarebbero durati a lungo.